# 老圣尼古拉堂

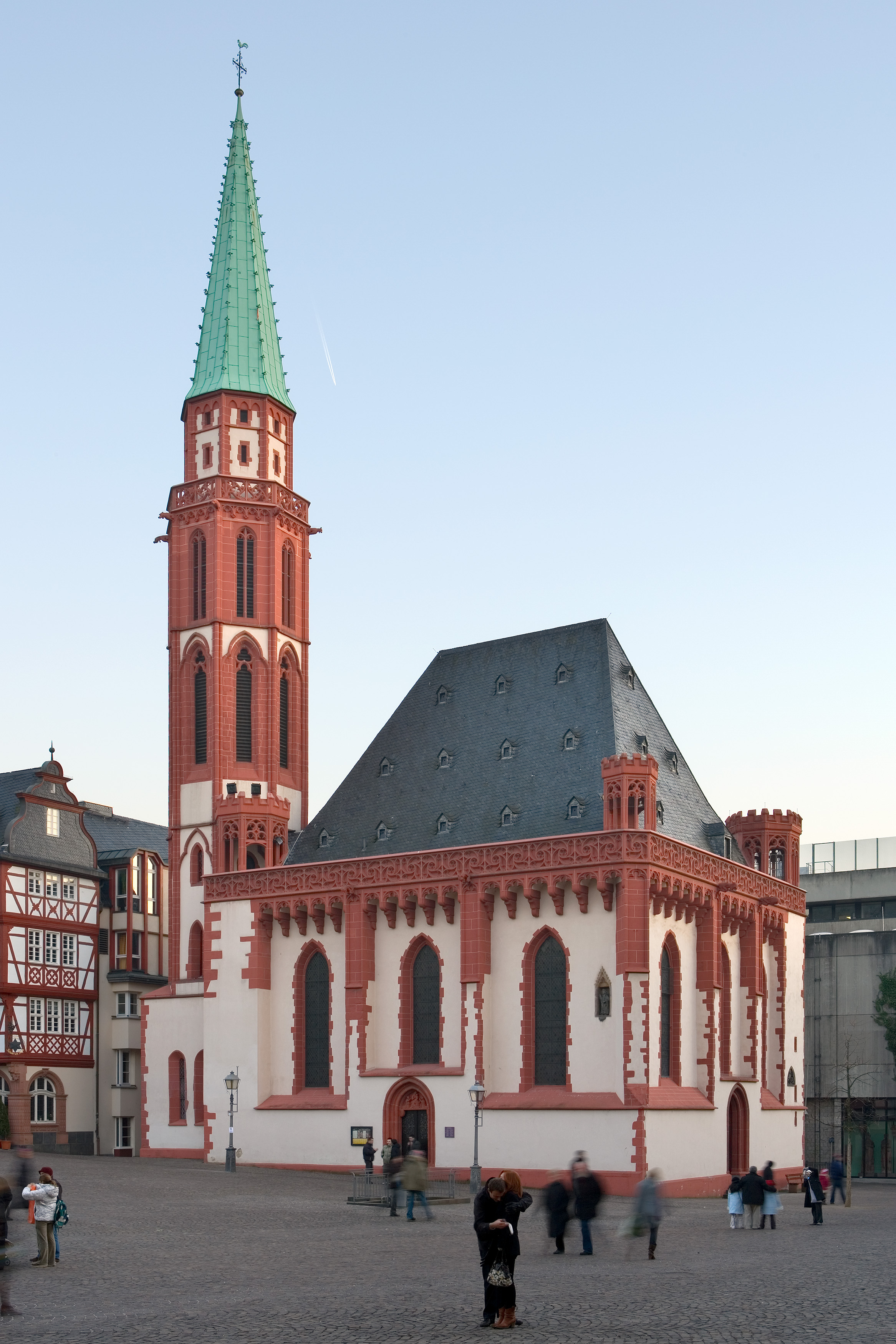
老圣尼古拉堂

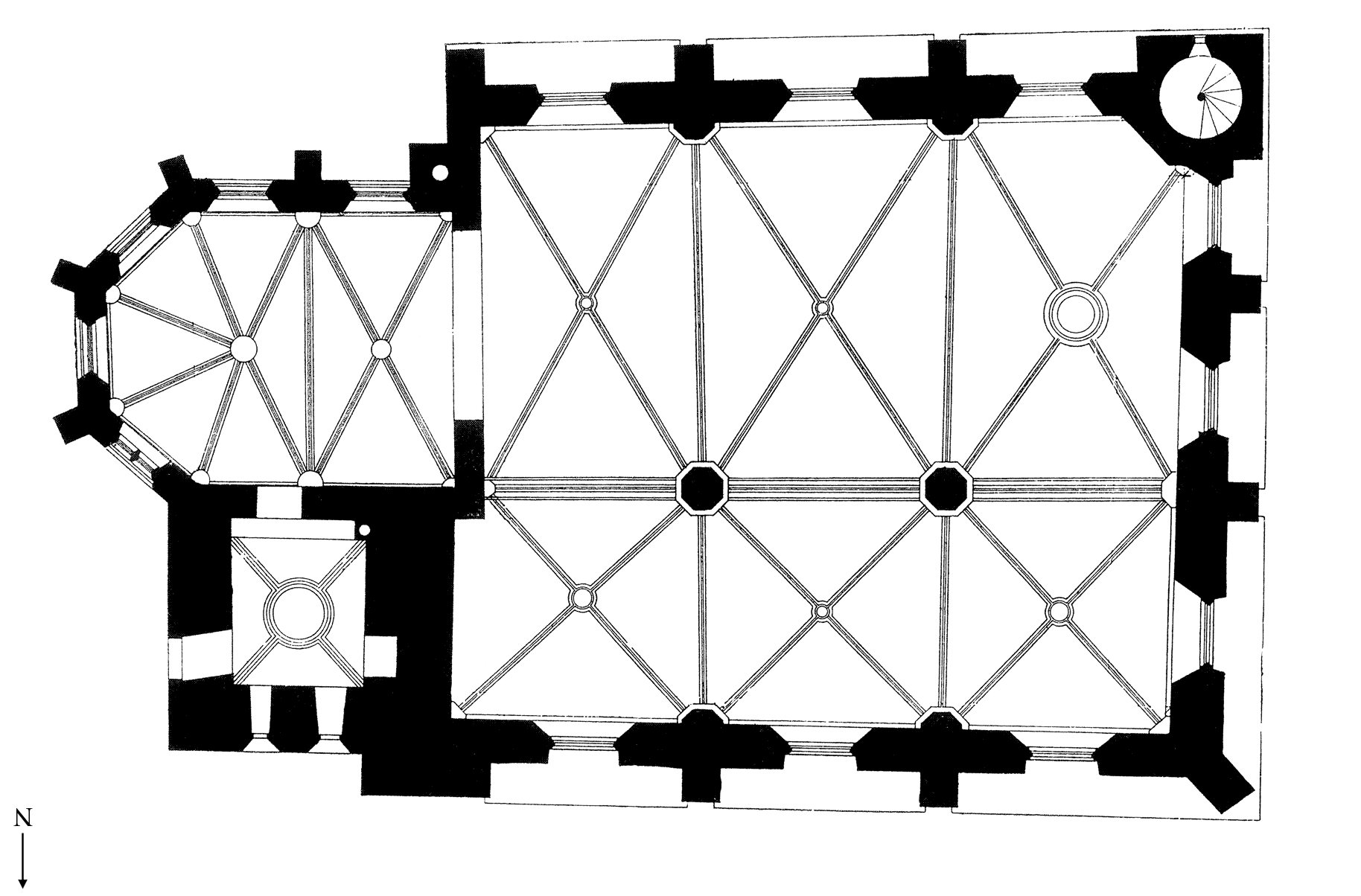

老圣尼古拉堂  是德国法兰克福的一座路德宗教堂，位于法兰克福老城的罗马广场，靠近法蘭克福舊市政廳。该堂起源于12世纪中叶，目前的教堂则建于15世纪中叶。
在二战期间的法兰克福轰炸中，周围的老城损失严重，而老圣尼古拉堂却损失较轻。